# Зыково (станция)
Не путать с бывшей станцией (ныне остановочным пунктом) Гражданская, до 1930 года называвшейся Зыково.
Зы́ково — остановочный пункт / пассажирская платформа (ранее — железнодорожная станция) Красноярского региона Красноярской железной дороги на Транссибирской магистрали. Находится в восточной горловине станции Красноярск-Восточный.
Остановочный пункт расположен в одноимёном селе Берёзовского района Красноярского края. Находится в 4129 километрах к востоку от Москвы и в 32 километрах к востоку от станции Красноярск-Пассажирский.
Пассажирские платформы низкие: одна боковая и одна островная. Средний путь служит для приёма электропоездов, для которых платформа является конечной, а также для стоянок встающих под обгон электропоездов. С восточной стороны от железнодорожных путей расположены здание вокзала с билетной кассой и водонапорная башня.

## Расписание электропоездов
На платформе останавливаются пригородные поезда от Красноярска на Камарчагу и Уяр. Для некоторых из них Зыково является конечной остановкой.
- Расписание пригородных поездов. Яндекс.Расписания.

## Достопримечательности в окрестностях
В селе Зыково расположен православный храм, освящённый в честь Архангела Михаила. На прихрамовой территории находится минеральный источник, возле которого сооружены купальня и каменная часовня во имя преподобного старца Серафима Саровского.

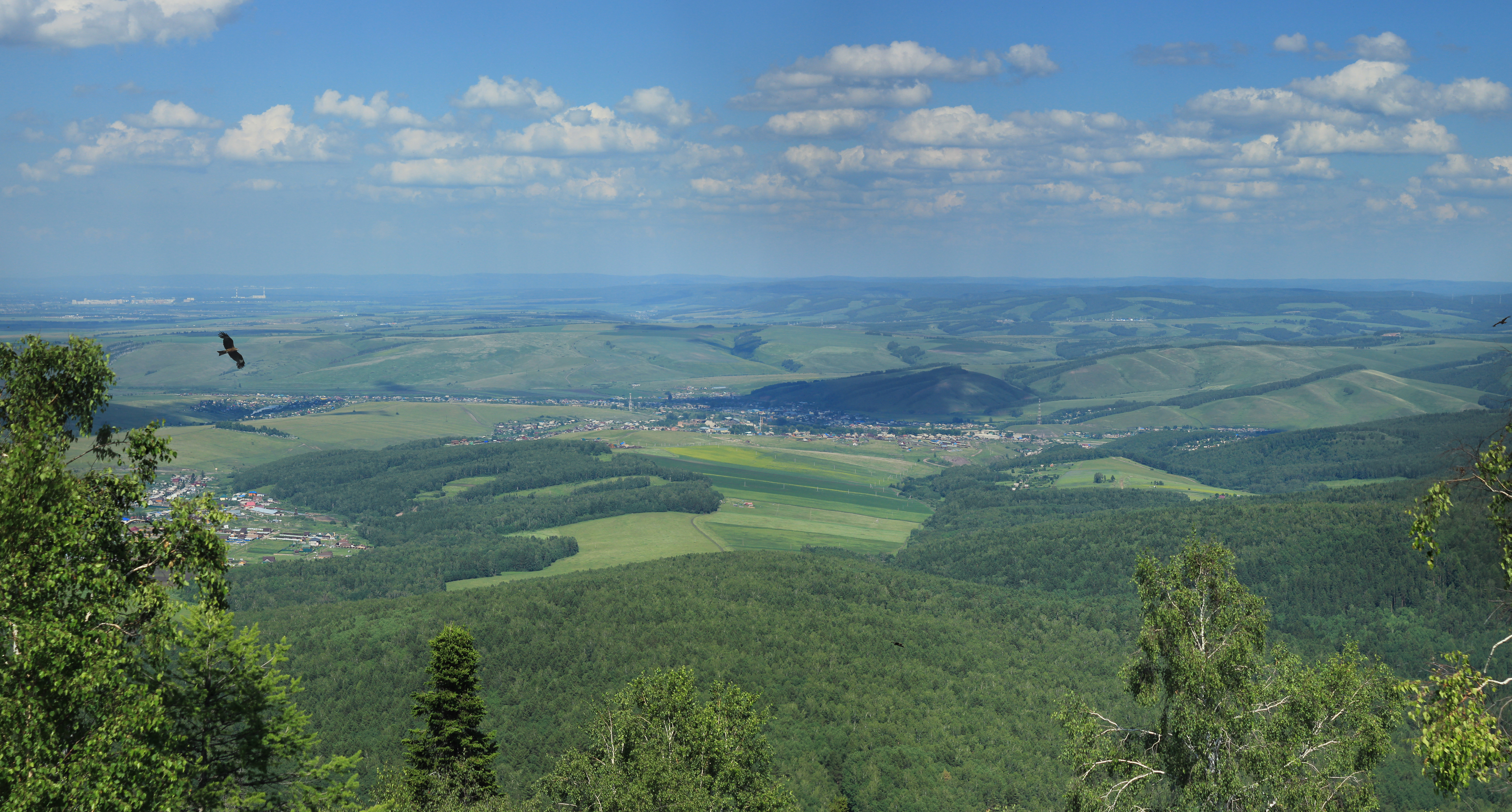
Вид на село и станцию Зыково с вершины горы Чёрная сопка

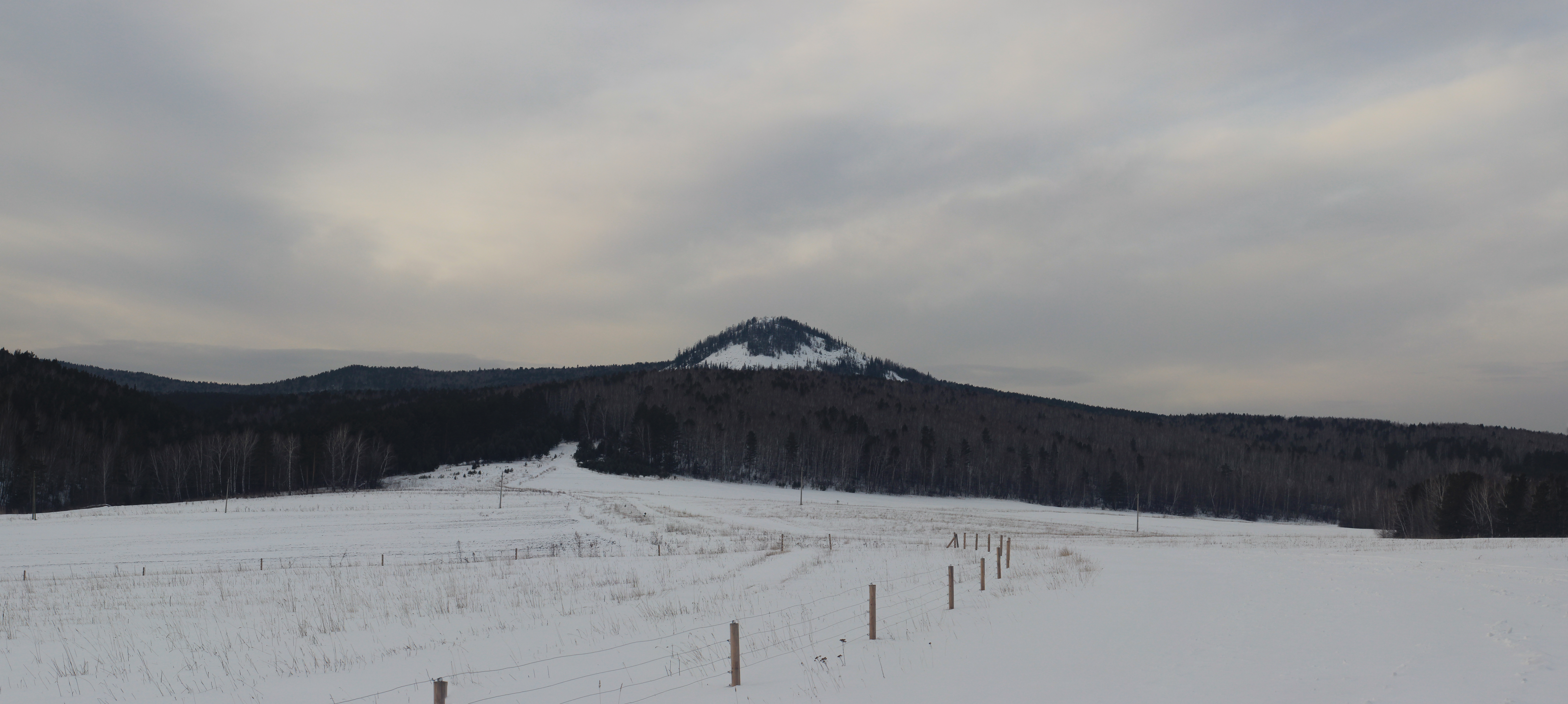
Вид Чёрную сопку с окраины посёлка Зыково

Зыково является отправной точкой пешего туристского маршрута для детей и молодёжи «Ж/д станция Зыково — гора Чёрная сопка — Торгашинский хребет — ж/д станция Петряшино». Протяжённость маршрута составляет 16—17 км.

## Происшествия
28 апреля 2010 года в Зыково от подожжённой неизвестными лицами сухой травы загорелись расположенные вблизи железнодорожного полотна четыре складских помещения и частная баня. Для ликвидации пожара были задействованы 12 единиц техники, пожарный поезд. Тушение заняло более четырёх часов. Из-за пожара на два часа было перекрыто движение по Транссибу. Перекрытие путей вызвало задержку в движении пассажирского поезда № 53, пригородного электропоезда и четырёх грузовых составов.